# Los desposorios de la Virgen (Perugino)

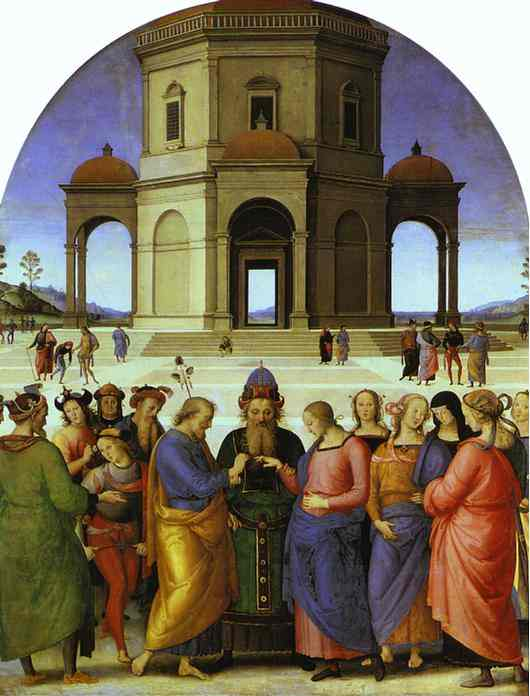

Los desposorios de la Virgen es un óleo sobre tabla de 234x186 cm de Perugino, datable entre 1501-1504. Se conserva en el Musée des Beaux-Arts de Caen.

## Historia
La obra se pintó inicialmente para la Cappella del Santo Anello de la catedral de Perugia, donde se conservaba la reliquia del anillo nupcial de la Virgen María. La capilla, terminada en 1489, venía siendo redecorada tras la recuperación de la reliquia (1488), que anteriormente había sido sustraída y exhibida en una iglesia de Chiusi. 
Para pintar la gran pala d'altare, tras un encargo inicial a Pinturicchio, se escogió a Perugino, que trabajó en ella entre 1501 y 1504. 
Con la supresión napoleónica, en 1797 la obra fue confiscada por el propio Napoleón Bonaparte, que la entregó al cardenal Joseph Fesch, cuyas colecciones fueron adquiridas, en 1845, por un librero de Caen, Bernard Mancel, el cual en 1872 la cedió en donación al museo local. Todas las tentativas del ayuntamiento de Perugia para recuperar la obra fueron infructuosas.

## Descripción y estilo
Con un formato opuesto, la composición recuerda a la de La entrega de las llaves a San Pedro, el fresco que Perugino había pintado veinte años atrás para la Capilla Sixtina: en el fondo, un gran edificio octogonal de planta centralizada, que simboliza el Templo de Jerusalén, tras un pavimento en el que los recuadros marcan fuertemente la perspectiva, que amplifica la escena en primer plano según un ideal de racionalidad geométrica propio del Renacimiento italiano, y que será incluso superada por la versión del tema que realizará su discípulo Rafael Sanzio en 1504 -Los desposorios de la Virgen (Rafael)-. 
El edificio se levanta sobre una grada, y tiene cuatro pórticos renacentistas con arcos y cúpulas en los cuatro lados principales, que protegen cuatro puertas. En los cuatro lados secundarios se repite el motivo con un arco ciego. Una gran cúpula (de la que solo el arranque entra en el encuadre) remata el cuerpo central. Se marcan muy detalladamente los elementos arquitectónicos, como las cornisas (cornice marcapiano), las balaustradas, los tímpanos o los frontones. Se trata de un edificio ajustado al ideal clásico de la arquitectura del Renacimiento, como lo imaginaban los intelectuales de la época, siguiendo los tratados de Leon Battista Alberti más que la arquitectura grecorromana.
Como en la mayor parte de las obras de Perugino, la composición está impostada con criterios de simetría, a los que se ajustan los movimientos rítmicos de las poses. A ambos lados del sacerdote, perfectamente alineado con el eje de las majestuosas puertas abiertas del edificio, por las que se ve el fondo, se disponen San José (a la izquierda, con túnica azul y manto amarillo, con la vara florecida en su mano derecha), junto con los varones; y la Virgen María (a la derecha), junto con las mujeres.
Los ropajes son pesados y luminosos como manchas de color, con el efecto bagnato que Perugino aprendió durante su formación florentina en el taller de Verrocchio. 
El paisaje del fondo muestra suaves colinas que se esfuman en la lejanía hacia el horizonte, dando la impresión de un espacio infinitamente vasto y profundo.